# 경덕중학교 (충북)
경덕중학교(景德中學校)는 대한민국 충청북도 청주시 흥덕구 가경동에 있는 공립 중학교이다.

## 학교 연혁
- 1996년 4월 4일 : 경덕중학교 설립인가
- 1996년 12월 30일 : 경덕중학교 교명 확정
- 1998년 3월 4일 : 제1회 입학식(11학급 480명)
- 1998년 4월 16일 : 신축 준공
- 1998년 4월 16일 : 개교
- 2015년 4월 1일 : 학교폭력예방 어깨동무 선도학교 운영
- 2018년 3월 1일 : 인성교육 나눔학교 운영
- 2018년 3월 1일 : 학교숲 조성사업 선정 운영
- 2020년 3월 1일 : 교육부요청 도지정 다문화 연구학교 운영
- 2023년 9월 1일 : 제11대 예종희 교장 부임
- 2023년 9월 1일 : 학생맞춤형통합지원 선도학교 운영
- 2024년 1월 11일 : 제24회 졸업식(남 57명, 여 79명 계 136명) 누계 7,903명
- 2024년 3월 4일 : 제27회 입학식(남 74명, 여 121명 계 195명)

## 참고 자료
- 경덕중학교 - 한국교육학술정보원 학교알리미